# Movileni (Iași)
Movileni è un comune della Romania di 3 190 abitanti, ubicato nel distretto di Iași, nella regione storica della Moldavia.
Il comune è formato dall'unione di 2 villaggi: Boureni e Moțca.